# Campanula carnica
Campanula carnica — травянистое растение; вид рода Колокольчик семейства Колокольчиковые (Campanulaceae).

## Ботаническое описание
Вечнозелёное, многолетнее, травянистое растение, высотой до 20-35 сантиметров. Образует плейокормовое корневище. Почти всегда все растение голые, очень редко — опушённые. Базальные листья округло-сердцевидные, зубчатые и обычно сохраняются в период цветения.
Цветы поникающие. Доли чашечки выступающие или изогнутые и в два раза длиннее венчика. Венчик ширококолокольчатый, сине-фиолетового цвета, длиной от 15 до 30 миллиметров. Плод прямостоячий и густо покрыт беловатыми сосочками.
Период цветения с июля по август.

## Распространение и экология
Ареал распространения от юго-восточных Альп до Бергамских Альп в расщелинах горных скал и на скальных обломках на высоте от 200 до 1500 метров.

## Таксономия
Первоначально описание этого вида было опубликовано Скополи в 1769 году, однако название обнародованное в публикации оказалось незаконным. Название, вошедшее в ботаническую номенклатуру, было опубликовано Кристианом Шиде в 1826 году, во втором томе, третьего издания Немецкой флоры Рёлинга, существенно расширенном и переработанном Мертенсом и Кохом. 
655. Campanula carnica. Schiede. Карниоланский колокольчик.
Прикорневые листья длинночерешковые, округлые или сердцевидные, пильчатые, черешковые средние и верхние линейно-щетинистые, цельнокрайние; стебель в основном одноцветковый; доли чашечки шиловидно-щетинистые.
описание Скополи.
Synon. Campanula carnica Schede в официальных сообщениях. C. linifolia Scop. Cara. I. p. 144. nr. 226
Близок к C. linifolia Hänke, но отличается множеством стеблей, отходящих от более сильного морковообразного корня, гораздо более узкими листьями (середина стебля шириной всего 1‴ при длине 2″, самая верхняя очень узкая), и щетинистыми тонкими лопастями чашечки, которые длиннее половины длины венчика, часто такой же длины, хотя в отношении длины C. linifolia Hänke может варьироваться в такой же степени.
Корень наших экземпляров как корень у С.Rapunculusy, листья нецветущих корневых головок такие же, как у C.rotundifolia, но у цветущих экземпляров они в основном отсутствуют. На стебле 1—5 цветков на тонких цветоножках, обычно не столь крупных, как у C. linifolia Hänke, с длинными тонкими лопастями чашечки, обычно отогнутыми назад.
В Крайне, в Карнийских Альпах (Шиде), в Виллахер-Альпе в Каринтии (Роде); у нас также есть образцы из Монте Бальдо. Предположительно, некоторые авторы понимают это растение под C. linifolia.
Die grundständigen Blätter langgestielt ‚ eyrund oder herzförmig, gesägt, die stengelständigen mittlern und obern lineal-borstlich, ganzrandig; der Stengel meist einblüthig; die Kelchzipfel pfriemlich - borstlich.
Beschreib. Scopoli.
Synon. Campanula carnica Schede io bricfiichen Mittheilungen. C. linifolia Scop. Cara. I. p. 144. nr. 226.
Der vorhergehenden Art nahe verwandt, zeichnet sich aber durch eine Menge Stengel, welche aus einer stärkern möhrenförmigen Wurzel entspringen, durch weit schmälere Blätter, (die mittlern des Stenels sind bei 2" Länge nur 1 ‴ breit, die obersten sehr schmal,) und durch borstenförmige feine Kelchzipfel aus, welche länger sind als die Hälfte der Korolle, oft eben so lang als diese, wiewohl, was die Länge betrifft, C. linifolia Hänke eben so variren mag.
Die Wurzel an unsern Exemplaren hat die Stärke der Wurzel von С. Rapunculusy die Blätter der nicht blühenden Wurzelköpfe sind wie bei C. rotundifolia, fehlen aber an den blühenden Exemplaren meistens. Der Stengel trägt auf feinen Blüthenstielen ı — 5 Blüthen, welche gewöhnlich nicht ganz so rols sind, als bei der vorhergehenden Art. Die langen feinen Kelchzipfel sind meistens zurückgeschlagen.
In Krain (auf den Karnischen Alpen) Schiede, auf der Villacher Alpe in Kärnthen, Rohde; auch besitzen wir Exemplare vom Monte Baldo. Vermuthlich begreifen mehrere Autoren diese Pflanze unter C.
Campanula carnica Schiede ex Mert. & W.D.J.Koch, J.C.Röhling, Deutsche Flora, ed. 3, 2: 158 (1826)
Синонимы
- Campanula linifolia Scop. non L., Annus Hist.-Nat. 2: 47 (1769), nom. illeg.
- Campanula scheuchzeri var. carnica (Schiede ex Mert. & W.D.J.Koch) Posp., Fl. Oesterr. Küstenl. 2: 683 (1899)
- Campanula rotundifolia var. linifolia Bég., A.Fiori & al., Fl. Anal. Italia 3: 185 (1903), nom. illeg.
- Campanula rotundifolia subsp. linifolia (Bég.) Rouy, G.Rouy & J.Foucaud, Fl. France 10: 81 (1908), nom. illeg.
- Rapunculus linifolius E.H.L.Krause, J.Sturm, Deutschl. Fl. Abbild., ed. 2, 12: 262 (1904), nom. illeg.

Подвиды
Выделяют два подвида:
- Campanula carnica subsp. carnica: встречается в южных Альпах и в южных Карпатах.
- Campanula carnica subsp. puberula Podlech: встречается только в Бергамских Альпах.

## Использование
Вид редко используется в качестве декоративного растения для садов. Культивируется с 1813 года.